# Fàbrica Agut
La Fàbrica Agut, popularment Ca l'Agut, fou una fàbrica industrial de Terrassa, fundada en 1930 per Joaquim Agut i Garcia (Vallmanya de Segarra, 1905 - Manresa, 2000). L'empresa fou un referent en la història industrial de Catalunya fins que desaparegué en 2007.

## Història
De bon començament, Agut establí els Tallers Agut en el carrer de Sant Isidre. La seua visió empresarial es va materialitzar amb la invenció d'un contactor elèctric revolucionari, disenyat per a automatitzar l'engegament de motors, i eliminant-ne la necessitat d'operació manual, cosa que reduïa el risc d'accidents elèctrics. Agut fou nomenat Terrassenc de l'Any en 1982.
El succés de la seua invenció va impulsar l'expansió de la companyia, fet que va propiciar el trasllat de la Fàbrica Agut al carrer del Frontó en 1945. Això no obstant, la cerca de nous horitzons menà la Fàbrica a un nou trasllat, cosa que en va permetre un creixement continu fins a un cens laboral de 165 treballadors.
La rellevança de la Fàbrica Agut va trascendir fronteres, i els seus productes van ser exportats a destinacions tan llunyanes com la Xina. En un context marcat pel feixisme franquista, l'empresa va promoure el model de "fàbrica com a família". D'aquesta manera, la vida dels treballadors era estretament vinculada a l'empresa, la qual oferia habitatges per a qui no en tenia.